# Губанова, Анастасия Витальевна
Анастаси́я Вита́льевна Губа́нова (род. 2 декабря 2002, Тольятти, Самарская область) — грузинская, ранее российская фигуристка, выступающая в одиночном катании. Чемпионка (2023) и двукратный серебряный призёр (2024, 2025) чемпионата Европы, бронзовый призёр этапа Гран-при MK John Wilson Trophy (2022), победительница турниров серии «Челленджер» Lombardia Trophy (2023) и Золотой конёк Загреба (2021). Серебряный призёр Кубка России (2018, 2020) и серебряный призёр финала юниорского Гран-при (2016).
По состоянию на 23 ноября 2024 года занимает 6-е место в рейтинге Международного союза конькобежцев.
В 2021 году Федерация фигурного катания на коньках России дала разрешение Губановой выступать за сборную Грузии. Победа Губановой на чемпионате Европы 2023 принесла Грузии первую в её истории золотую медаль этого соревнования.

## Биография
Родилась 2 декабря 2002 года в Тольятти. В 2006 году переехала с матерью в Санкт-Петербург, где первое время они жили у родственников. Отец остался в Тольятти, поддерживал семью финансово. Затем, продав тольяттинскую недвижимость, воссоединился с семьёй в Санкт-Петербурге. У Анастасии есть младшие брат и сестра Екатерина, которая занимается фигурным катанием.
Начала кататься в 2006 году. С раннего детства выделялась скольжением и интерпретацией. Выиграла несколько международных турниров среди новичков. Эксперты фигурного катания считали Губанову одной из самых перспективных одиночниц; отмечалось её чувство музыки и способность мягко скользить, специалисты ставили её катание в один ряд с катанием Алёны Косторной.
До марта 2018 года тренировалась в петербургской СШОР у Алексея Урманова и Ангелины Туренко. Сезон 2018/2019 провела у Елены Буяновой в московском клубе ЦСКА. В июле 2019 года закончила сотрудничество с Буяновой и вернулась в Санкт-Петербург, в группу Евгения Рукавицына.

#### Сезон 2016—2017
В сезоне 2016/2017 дебютировала в юниорской серии Гран-при. Выступала на этапах в Чехии и Германии, где победила. В финале юниорского Гран-при заняла второе место. Вскоре дебютировала на взрослом чемпионате России, финишировав седьмой. В феврале на первенстве России среди юниоров тоже была седьмой.

#### Сезон 2017—2018
В сезоне 2017/2018 стала четвёртой на австрийском этапе юниорского Гран-при, шестой на взрослом чемпионате России и четвёртой на первенстве России среди юниоров.

#### Сезон 2018—2019
Достигнув необходимого возраста для участия во взрослых международных соревнованиях, выступила на двух турнирах серии «Челленджер». На первом, Tallinn Trophy, была четвёртой, а на турнире Золотой конёк Загреба завоевала серебро. В 2018 и 2020 годах становилась серебряным призёром финала Кубка России.

#### Сезон 2019—2020, 2020—2021
Губанова заняла десятое место на чемпионате России 2020. В соревнованиях в сезоне 2020—2021 не участвовала.
В 2021 году Грузинская федерация фигурного катания объявила о переходе Губановой в сборную Грузии. Генеральный директор ФФККР А. Коган сообщил, что разрешение сменить спортивное гражданство было дано уже годом ранее.

#### Сезон 2021—2022
Новый олимпийский сезон начала на турнире серии «Челленджер» Finlandia Trophy. После короткой программы занимала 4-е место (69,50 баллов), в произвольной 7-е место (134,41 баллов), в итоге заняла 5-е место с суммой баллов 203,91. В декабре выступила на турнире Золотой конёк Загреба в г. Сисак (Хорватия). В короткой программе была 1-й (65,68 баллов), в произвольной на 3-й (118,61 баллов), в итоге выиграла турнир с суммой баллов 184,29.
В январе 2022 года выступила на чемпионате Европе в Таллине. В короткой программе заняла 6-е место (67,02 баллов), в произвольной 7-е (121,15 баллов), в итоге 7-е место с суммой баллов 188,17.
На Олимпийских играх в Пекине приняла участие в командных соревнованиях. По итогам короткой программы оказалась 4-й (67,56 баллов) и принесла команде 7 очков. Команда Грузии заняла 6-е место и не прошла в финал. В личном турнире в короткой программе была на 10-м месте (65,40 баллов), в произвольной на 10-м (135,58 баллов), в итоге заняла 11-е место с суммой баллов 200,98.
В марте выступила на чемпионате мира, где после короткой программы была на 14-м месте (62,59 баллов), в произвольной программе на 5-м месте (134,02 баллов), в итоге заняла 6-е место с суммой баллов 196,61.

#### Сезон 2022—2023
Новый сезон начала на турнире серии «Челленджер» Finlandia Trophy, в короткой программе была на 2-м месте (68,03 баллов), в произвольной на 4-м (129,53 баллов), в итоге заняла 3-е место с суммой баллов 197,56.
В ноябре приняла участие в четвёртом этапе серии Гран-при MK John Wilson Trophy; в короткой программе расположилась на 3-м месте (66,82 баллов), в произвольной на 5-м (126,29 баллов), в итоге завоевала бронзовую медаль с суммой баллов 193,11. В конце ноября приняла участие в шестом этапе Гран-при Grand Prix Espoo, где в короткой программе была 9-й (56,03 баллов), в произвольной 8-й (110,54 баллов), в итоге заняла 7-е место с суммой баллов 166,57.
В конце января выступила на чемпионате Европы. Анастасия подходила к турниру в качестве одной из фавориток в отсутствие российских фигуристов, отстранённых от любых мероприятий под эгидой ISU в связи со вторжением России на Украину. После короткой программы занимала 1-е место (69,81 баллов); исполнила каскад тройной флип — тройной тулуп, двойной аксель и тройной лутц во второй половине программы. В произвольной программе, в которой исполнила каскад тройной лутц — тройной тулуп, двойной аксель и каскад тройной флип — тройной тулуп, также была первой (130,10 баллов) и стала чемпионкой с суммой баллов 199,91, а также выиграла для Грузии первое золото чемпионата Европы.

## Программы
| Сезон     | Короткая программа | Произвольная программа | Показательные номера                                   |
| --------- | --- | --- | ------------------------------------------------------ |
| 2024—2025 | - «Money, Money, Money» ABBA в исполнении Кристиан Рейндль & Lloren хореография: Адам Шоя                                              | - «Balder» - «Freya» Кристиан Рейндль, Люси Паради, Power-Haus хореография: Адам Шоя                                         |                                                        |
| 2023—2024 | - «Mojo» Клэр Лаффут хореография: Ольга Глинка, Валентин Молотов                                                                       | - «Caruso» в исполнении Лары Фабиан хореография: Ольга Глинка, Валентин Молотов                                              | - «Barbie Girl» Aqua                                   |
| 2022—2023 | - «Istanbul Wedding» - «Historiette No. 5» Фабрицио Патерлини хореография: Алёна Леонова                                               | - «Latika's Theme» - «Ringa Ringa» (из фильма «Миллионер из трущоб») Алла Ракха Рахман хореография: Алёна Леонова            | - «Barbie Girl» Aqua - «Dangerous Woman» Ариана Гранде |
| 2021—2022 | - «Une vie d'amour» в исполнении Мирей Матьё хореография: Алёна Леонова                                                                | - «Letters» - «Charms» (из фильма «МЫ. Верим в любовь») Абель Коженёвский хореография: Алёна Леонова                         | - «Dangerous Woman» Ариана Гранде                      |
| 2020—2021 | - «I'll Take Care of You» в исполнении Бет Харт и Джо Бонамасса хореография: Ольга Глинка, Валентин Молотов                            | - «Couple in a Café» (из фильма «Семнадцать мгновений весны») Микаэл Таривердиев хореография: Ольга Глинка, Валентин Молотов |                                                        |
| 2019—2020 | - «I'll Take Care of You» в исполнении Бет Харт и Джо Бонамасса хореография: Ольга Глинка, Валентин Молотов                            | - «Couple in a Café» (из фильма «Семнадцать мгновений весны») Микаэл Таривердиев хореография: Ольга Глинка, Валентин Молотов |                                                        |
| 2018—2019 | - «Take Five» Дэйв Брубек хореография: Пётр Чернышёв                                                                                   | - «Liebestraum» Ференц Лист хореография: Татьяна Тарасова, Никита Михайлов                                                   |                                                        |
| 2017—2018 | - «Summertime» Джордж Гершвин, Дюбоз Хейуорд и Айра Гершвин в исполнении Луи Армстронг и Элла Фицджеральд - «Booty Swing» Parov Stelar | - «A Solitary Woman» - «Table for Two» - «Wayward Sisters» (из фильма «Под покровом ночи») Абель Коженёвский                 |                                                        |
| 2016—2017 | - «Лебедь» Камиль Сен-Санс | - «Ромео и Джульетта» Абель Коженёвский                                                                                      |                                                        |
| 2014—2015 | - «Snowstorm» Георгий Свиридов | - «Ромео и Джульетта» Абель Коженёвский                                                                                      |                                                        |
| 2013—2014 | - «Самсон и Далила» Камиль Сен-Санс | - «Огни рампы» Чарли Чаплин                                                                                                  |                                                        |
| 2012—2013 | - «À Paris (Valzer)» Barimar | - «Огни рампы» Чарли Чаплин                                                                                                  |                                                        |

## Результаты
За Грузию
| Соревнования                              | 21/22         | 22/23         | 23/24         | 24/25         |
| Международные                             | Международные | Международные | Международные | Международные |
| ----------------------------------------- | ------------- | ------------- | ------------- | ------------- |
| Олимпийские игры — турнир одиночниц       | 11            |               |               |               |
| Олимпийские игры — командные соревнования | 6             |               |               |               |
| Чемпионаты мира                           | 6             | 14            | 13            | 28            |
| Чемпионаты Европы                         | 7             | 1             | 2             | 2             |
| Этапы Гран-при. NHK Trophy                |               |               | 6             |               |
| Этапы Гран-при. Cup of China              |               |               |               | 8             |
| Этапы Гран-при. Wilson Trophy             |               | 3             |               |               |
| Этапы Гран-при. Финляндия                 |               | 7             |               |               |
| Этапы Гран-при. Grand Prix de France      |               |               | 6             | 8             |
| Челленджер. Finlandia Trophy              | 5             | 3             | 3             |               |
| Челленджер. Золотой конёк Загреба         | 1             |               |               |               |
| Челленджер. Lombardia Trophy              |               |               | 1             | 4             |
| Челленджер. Мемориал Дениса Тена          |               |               |               | 1             |

За Россию
| Соревнования                        | 13/14         | 14/15         | 15/16         | 16/17         | 17/18         | 18/19         | 19/20         |
| Международные                       | Международные | Международные | Международные | Международные | Международные | Международные | Международные |
| ----------------------------------- | ------------- | ------------- | ------------- | ------------- | ------------- | ------------- | ------------- |
| Золотой конёк Загреба               |               |               |               |               |               | 2             |               |
| Tallinn Trophy                      |               |               |               |               |               | 4             |               |
| Международные среди юниоров         |               |               |               |               |               |               |               |
| Финал юниорского Гран-при           |               |               |               | 2             |               |               |               |
| Этапы юниорского Гран-при. Чехия    |               |               |               | 1             |               |               |               |
| Этапы юниорского Гран-при. Германия |               |               |               | 1             |               |               |               |
| Этапы юниорского Гран-при. Австрия  |               |               |               |               | 4             |               |               |
| Кубок Ниццы                         |               |               |               |               | 1             |               |               |
| Tallinn Trophy                      |               |               |               |               | 1             |               |               |
| Volvo Open Cup                      |               |               |               | 1             |               |               |               |
| Egna Trophy                         |               |               |               | 1             |               |               |               |
| Международные среди новичков        |               |               |               |               |               |               |               |
| Gardena Trophy                      |               |               | 1             |               |               |               |               |
| NRW Trophy                          |               | 1             | 1             |               |               |               |               |
| Rooster Cup                         |               | 1             |               |               |               |               |               |
| Warsaw Cup                          | 1             |               |               |               |               |               |               |
| Национальные                        |               |               |               |               |               |               |               |
| Чемпионаты России                   |               |               |               | 7             | 6             | 9             | 10            |
| Финалы Кубка России                 |               | 2 юн.         | 6 юн.         | 1 юн.         | 2             | 5             | 2             |
| Этапы Кубка России. I этап          | 3 юн.         | 1 юн.         | 1 юн.         |               | 2             | 3             |               |
| Этапы Кубка России. II этап         |               | 2 юн.         | 1 юн.         |               |               |               | 3             |
| Этапы Кубка России. III этап        |               |               |               |               | 2             |               | 2             |
| Этапы Кубка России. IV этап         |               |               |               |               |               | 3             |               |
| Этапы Кубка России. V этап          | 1 юн.         |               |               |               |               |               |               |
| Первенства России среди юниоров     | 7             | 6             | 12            | 7             | 4             |               |               |